# Moving On (песня Тайо Круса)
«Moving On» — песня, написанная и спродюсированная Тайо Крусом и ставшая вторым синглом с его дебютного студийного альбома Departure (2008). «Moving On» стал его вторым хитом в тридцатке лучших, достигнув 26-й строчки в UK Singles Chart, опередив его дебютный сингл на три строчки. Однако он не пробыл так долго в UK top 75, как предыдущий сингл «I Just Wanna Know», который продержался в чарте шесть недель, по сравнению с четырёхнедельным «Moving On».

## Информация о песне
В контексте обзора «Departure», Digital Spy заявили:
Официальная биография Круса изо всех сил старается сообщить нам, что Departure, его дебютный альбом, не просто написан и исполнен, но и аранжирован, спродюсирован и сведён самим Крусом. Возможно, он наполовину слишком умён, но вы не можете винить Круса за то, что он претендует на звуковой шаблон альбома: с его суперразмерными синтезаторами, драматическими струнными семплами и такими же четкими, как Тимбалэнд, битами Departure звучит потрясающе. К сожалению, его подвела чрезмерная зависимость от медленных джемов, и только «Fly Away» под влиянием рока возвращается к беззаботной, располагающей к танцам атмосфере «Come On Girl». Более типичной является жёсткая баллада ранних синглов Круса «Moving On» и «I Just Wanna Know», которые сочетают в себе изящную, с оттенком электро музыку с удивительно мрачной лирикой о романтических взлётах и, главным образом, падениях.

## Список композиций
- CD single and Digital download[2]

1. «Moving On» (Radio Edit) — 3:13
2. «Moving On» (Alex’s Club Remix) — 5:44
3. «Moving On» (Kardinal Beats Remix) — 3:47
4. «Moving On» (P*Nut Remix) — 4:17

- Digital download — Amazon exclusive[3]

1. «Moving On» (Wookie Acoustic Mix) — 3:34

## Чарты
| Чарт (2007)                     | Позиция |
| ------------------------------- | ------- |
| Великобритания (OCC UK Singles) | 26      |